# 松葉町 (豊橋市)
松葉町（まつばちょう）は、愛知県豊橋市の地名。現行行政地名は松葉町1丁目から3丁目。

## 地理
豊橋市中央部に位置する。東は萱町・上伝馬町、西から北は花田町・大橋通、南は広小路1丁目に接する。

### 通学区域
| 地域           | 小学校             | 中学校             | 高等学校 |
| -------------- | ------------------ | ------------------ | -------- |
| 一丁目         | 豊橋市立松山小学校 | 豊橋市立中部中学校 | 三河学区 |
| 二丁目・三丁目 | 豊橋市立松葉小学校 | 豊橋市立豊城中学校 | 三河学区 |

## 歴史

### 人口の変遷
国勢調査による人口および世帯数の推移。
| 1995年（平成7年）  | 189世帯 715人 |  |
| 2000年（平成12年） | 171世帯 554人 |  |
| 2005年（平成17年） | 158世帯 480人 |  |
| 2010年（平成22年） | 153世帯 390人 |  |
| 2015年（平成27年） | 144世帯 328人 |  |

### 沿革
- 1878年（明治11年）12月28日 - 豊橋市街の一盤町・二盤町・三盤町・六軒町・西中町・南町・三籏町・西町が合併し、豊橋松葉町が成立[2][3]。
- 1889年（明治22年）10月1日 - 町村制施行に伴い、渥美郡豊橋町松葉町となる[2]。
- 1906年（明治39年）8月1日 - 市制施行に伴い、豊橋市松葉町となる[2]。
- 1958年（昭和33年）9月12日 - 上伝馬町・萱町・花田町の各一部を編入し1～3丁目を設置。一部が花園町・萱町・広小路1～2丁目・上伝馬町・大橋通1～3丁目・駅前大通1丁目となる[2][4]。

## 施設

### 松葉町二丁目
- 豊橋松葉郵便局
- とよはしフィルムコミッション

- 豊橋松葉郵便局
- とよはしフィルムコミッション

### 松葉町三丁目
- こども未来館

豊橋市民病院跡地に整備された。
- 豊橋市文化財センター
- くるみ保育園[1]
- 松葉公共駐車場[1]
- 商工組合中央金庫豊橋支店[1]
- 浄土宗称名院[1]

- こども未来館（ここにこ）

### WEB
1. ↑  “愛知県豊橋市の町丁・字一覧”.   人口統計ラボ. 2023年4月13日閲覧。
2. ↑  総務省統計局 (2017年1月27日). “平成27年国勢調査の調査結果(e-Stat) - 男女別人口及び世帯数 －町丁・字等” (CSV). 2021年7月21日閲覧。
3. ↑  “愛知県豊橋市の郵便番号一覧”.   日本郵便. 2023年4月13日閲覧。
4. ↑  “市外局番の一覧” (PDF).   総務省 (2022年3月1日). 2022年3月22日閲覧。
5. 1 2 3 4  豊橋市教育部学校教育課 (2024年4月1日). “校区早見表” (PDF).   豊橋市. 2025年6月26日閲覧。
6. ↑  総務省統計局 (2014年3月28日). “平成7年国勢調査の調査結果(e-Stat) - 男女別人口及び世帯数 －町丁・字等” (CSV). 2021年7月20日閲覧。
7. ↑  総務省統計局 (2014年5月30日). “平成12年国勢調査の調査結果(e-Stat) - 男女別人口及び世帯数 －町丁・字等” (CSV). 2021年7月20日閲覧。
8. ↑  総務省統計局 (2014年6月27日). “平成17年国勢調査の調査結果(e-Stat) - 男女別人口及び世帯数 －町丁・字等” (CSV). 2021年7月21日閲覧。
9. ↑  総務省統計局 (2012年1月20日). “平成22年国勢調査の調査結果(e-Stat) - 男女別人口及び世帯数 －町丁・字等” (CSV). 2021年7月21日閲覧。
10. ↑  総務省統計局 (2017年1月27日). “平成27年国勢調査の調査結果(e-Stat) - 男女別人口及び世帯数 －町丁・字等” (CSV). 2021年7月21日閲覧。

### 書籍
1. 1 2 3 4 5 6  「角川日本地名大辞典」編纂委員会 1989, p. 1796.
2. 1 2 3 4  「角川日本地名大辞典」編纂委員会 1989, p. 1253.
3. ↑  吉川利明 1976, p. 21.
4. ↑  吉川利明 1976, p. 53-54.